# Gefiederte Welt
Die Gefiederte Welt ist eine 1872 von Karl Ruß gegründete monatlich erscheinende Fachzeitschrift für Vogelliebhaber, seit April 2019 im Arndt-Verlag. Sie ist die älteste noch erscheinende Zeitschrift dieser Art weltweit. Herausgeber ist René Wüst.

## Inhalte
Der Schwerpunkt der Zeitschrift liegt in allen Bereichen der Haltung und Zucht von Vögeln. Sie ist eine Quelle für Techniken der Vogelhaltung, Vogelzucht, Volierenbau, Fütterung und Tiergesundheit. Ebenso wird über Verhalten, Faunistik, sowie Beobachtungen über das Freileben der Vögel, ornithologische Reiseberichte und Aufsätze über Arten- und Vogelschutz berichtet. Die Zeitschrift informiert ausführlich über die europäische und exotische Vogelwelt; alle Vogelarten sind einbezogen. Außerdem gibt es zahlreiche kleinere Rubriken mit Beiträgen und Fotos aus allen Bereichen der Ornithologie. Die Autoren sind erfahrene Praktiker, Fachleute und Wissenschaftler aus aller Welt. Unregelmäßig werden auch Leserreisen zu außergewöhnlichen Zielen angeboten. Der Kleinanzeigenmarkt vermittelt einen Einblick, welche Vogelarten in Privathand gezüchtet und verkauft wurden bzw. werden. Die Gefiederte Welt wird durch den Zoological Record erfasst.

## Geschichte und Entwicklung

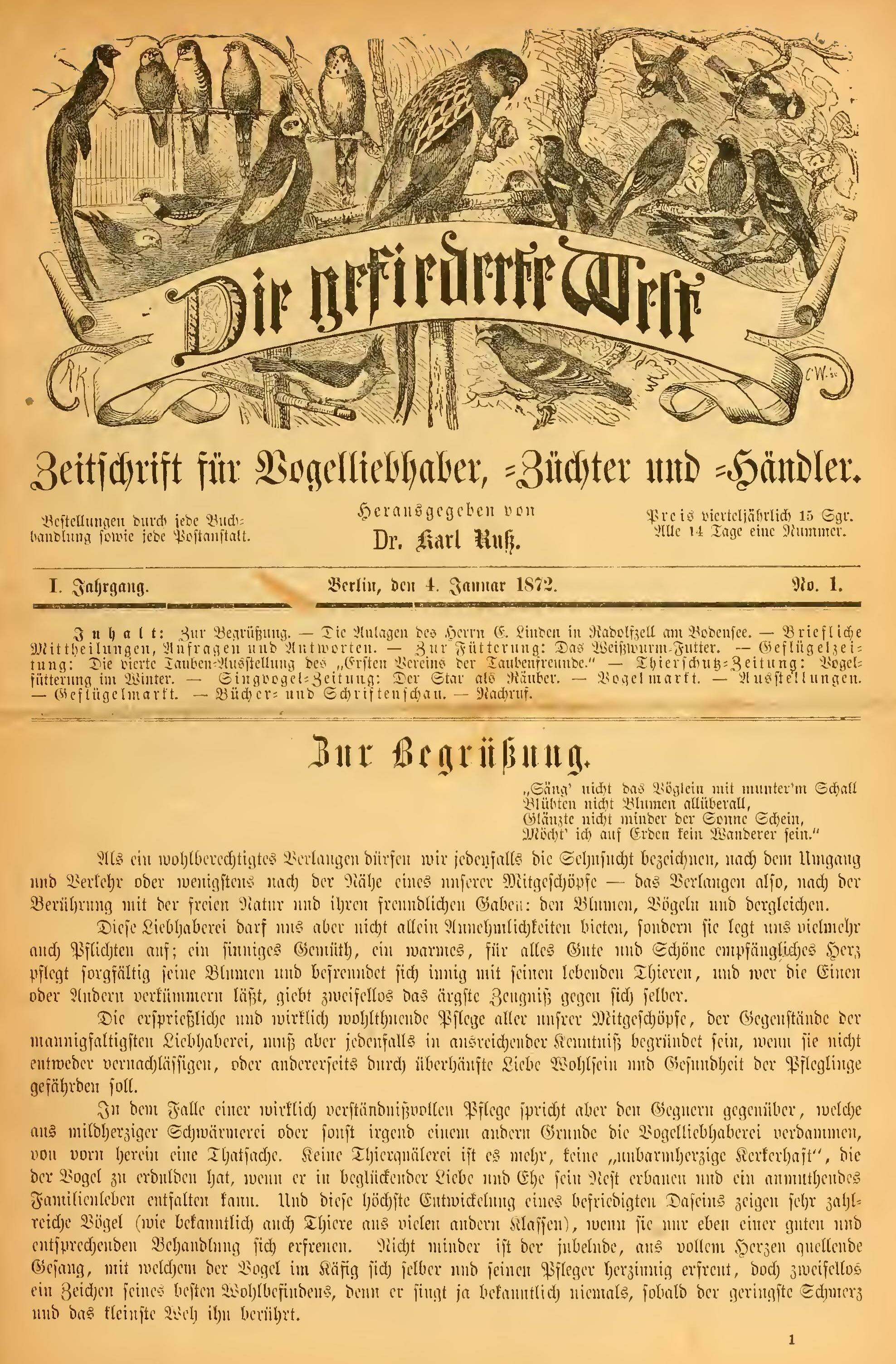
Titelseite der ersten Nummer (1872)

Die Zeitschrift wurde 1872 von Karl Ruß gegründet, der die Redaktion bis 1899 leitete, gefolgt von Karl Neunzig im Jahr 1900. Jährlich erschienen 52 Hefte in der Louis Gerschel Verlagsbuchhandlung, anschließend seit 1937/38 unter der redaktionellen Leitung von Joachim Steinbacher (kurzzeitig im Kretschmann Verlag) von 1938 bis 1943 in der Creutzschen Verlagsbuchhandlung. Zwischen 1944 und 1948 erschien die Zeitschrift nicht, von 1949 bis 1950 wurde sie von Steinbacher im Eigenverlag herausgegeben, anschließend in Folge vom Verlag Schwinn & Helène (1950 bis 1951), vom Verlag Gottfried Helène KG (1952 bis 1972), vom VFV Verbands- und Fachzeitschriftenverlag (1973 bis 1980), vom Verlag Eugen Ulmer (1981 bis 2019) und schließlich ab April 2019 vom Arndt-Verlag (2019 bis heute) übernommen.
Steinbacher hatte die Leitung der Redaktion bis 2002 inne, ab 2003 wurde diese Position von Dietmar Schmidt übernommen. Im Mai 2023 folgte Stephan M. Hübner auf Dietmar Schmidt.

### Übernahmen und Eingliederungen anderer Zeitschriften
Die ersten Übernahmen erfolgte 1926 mit der Zeitschrift Der Vogelliebhaber und 1964 mit Vogel-Kosmos der Franckh’schen Verlagshandlung.
In der Dezember-Ausgabe im Jahr 2006 verkündete der damalige Schriftleiter Bernd Hachfeld im Vorwort der Fachzeitschrift Die Voliere, dass der Schaper Verlag von der Schlüterschen Verlagsgesellschaft übernommen wurde. Mit der Januarausgabe 2007 erhielten die Abonnenten der Zeitschrift „Die Voliere“ die „Gefiederte Welt“, in der vom Verlag Gerd Friedrich und von der Redaktion Dietmar Schmidt darauf hinwiesen, dass sich der Schaper Verlag mehr auf ihre Kernkompetenzen der Veterinärmedizin und Forstwirtschaft konzentrieren würden und daher sich entschlossen hätten, „Die Voliere“ nicht weiter herauszugeben. Die Zeitschrift erhielt ab der Februarausgabe 2007 bis zur Märzausgabe 2008 den Namen „Gefiederte Welt und Die Voliere“,.
Seit der Aprilausgabe 2008 wurde die bis heute anhaltende Layout-Variante mit einer blauen Banderole erstellt. Schmidt erwähnt im Vorwort die häufige „Mauser“, in die die Gefiederte Welt in ihren 131 vorherigen Jahrgängen gekommen sei. Der Wegfall des Zusatz der Voliere wird nicht erwähnt und die Zeitschrift erscheint wieder unter dem Namen „Gefiederte Welt“.
Mit der Übernahme des Arndt-Verlags ab der Aprilausgabe 2019 wurde die Fachredaktion in einen Expertenrat umgestellt. Ihm gehören Biologen, Veterinärmediziner und Experten aus den Bereichen der Vogelhaltung sowie der Freiland- und Tiergartenbiologie an.

## Preise und Auszeichnungen
Jährlich erfolgt eine Prämierung von herausragenden Zuchterfolgen und Arbeiten mit der Goldmedaille der Gefiederten Welt, nachdem sie zuvor durch Bericht und Foto in der Zeitschrift dokumentiert wurden. Die Auswahl erfolgt durch eine Kommission. Außerdem wird einmal im Jahr der „Steinbacher-Preis“ von einer Fachkommission vergeben, welcher den besten Beitrag allgemeiner Thematik auszeichnet wie z. B. Systematik, Verhalten, Fütterung, Krankheiten, Vogelschutz und Ökologie.